# Nicky Weaver
Nicky Weaver (Sheffield, 2 maart 1979) is een Engelse doelman die bij het Schotse Aberdeen speelt.

## Carrière
Weaver is begonnen bij Mansfield Town. Keeperstrainer Alex Stepney van Manchester City vond dat Weaver erg goed was, en door zijn aanbeveling nam City de keeper over. Hij maakte in het seizoen 1998/99 zijn debuut tijdens de eerste wedstrijd van het seizoen tegen Blackpool FC. Hij wist die wedstrijd "de nul" te houden. Dat lukte hem nog 23 keer en brak daarmee het clubrecord.
Onder leiding van bondscoach Howard Wilkinson nam Weaver in 2000 met Engeland U21 deel aan het Europees kampioenschap in Slowakije.
Door een lichte blessure raakte hij op een zijspoor. In de seizoenen 2002/03, 2003/04 en 2004/05 had hij geen enkele basisplaats. Hij mocht een paar keer invallen. In 2005 werd hij verhuurd aan Sheffield Wednesday, waar hij veertien wedstrijden keepte.
Aan het begin van het seizoen 2006/07 verkocht Manchester City eerste keeper David James aan Portsmouth. Ze trokken echter een vervanger aan, Andreas Isaksson, die meteen nummer 1 toegereikt kreeg. Door een blessure van Isaksson, kreeg Weaver een kans. Hij speelde zo goed, dat hij in 2006 op één wedstrijd na elke keer in de basis begon.

## Clubs
| Seizoen | Club                | Competitie     | Wedstrijden | Doelpunten |
| ------- | ------------------- | -------------- | ----------- | ---------- |
| 1994/97 | Mansfield Town FC   | League Two     | 1           | 0          |
| 1997/-  | Manchester City     | Premier League | 175         | 0          |
| 2005/06 | Sheffield Wednesday | Premier League | 14          | 0          |
| Totaal  | Totaal              | Totaal         | 190         | 0          |